# 2022 FIFAワールドカップ・ヨーロッパ予選グループD
2022 FIFAワールドカップ・ヨーロッパ予選グループDは、 カタールで行われる2022 FIFAワールドカップ出場チームを決定するための予選のうち、欧州サッカー連盟 (UEFA) 加盟協会を対象としたヨーロッパ予選（一次予選）10グループのうちの1つ。ボスニア・ヘルツェゴビナ、フィンランド、フランス、カザフスタン、ウクライナの5つのチームで構成される。ラウンドロビン形式のホーム・アンド・アウェー2回戦総当たりで対戦する。
グループ最上位チームはワールドカップ本大会出場が決定し、グループ2位のチームはUEFAネーションズリーグ2020-21成績上位2チームを加えた12チームで3グループのトーナメントを戦い、各勝者が本大会出場権を得る。

## 順位表
| 順 | チーム                   | 試 | 勝 | 分 | 敗 | 得 | 失 | 差  | 点 | 出場権                      |     | フランス | ウクライナ | フィンランド | ボスニア・ヘルツェゴビナ | カザフスタン |
| -- | ------------------------ | -- | -- | -- | -- | -- | -- | --- | -- | --------------------------- | --- | -------- | ---------- | ------------ | ------------------------ | ------------ |
| 1  | フランス                 | 8  | 5  | 3  | 0  | 18 | 3  | +15 | 18 | 2022 FIFAワールドカップ出場 |     | —        | 1–1        | 2–0          | 1–1                      | 8–0          |
| 2  | ウクライナ               | 8  | 2  | 6  | 0  | 11 | 8  | +3  | 12 | 2次予選進出                 |     | 1–1      | —          | 1–1          | 1–1                      | 1–1          |
| 3  | フィンランド             | 8  | 3  | 2  | 3  | 10 | 10 | 0   | 11 |                             |     | 0–2      | 1–2        | —            | 2–2                      | 1–0          |
| 4  | ボスニア・ヘルツェゴビナ | 8  | 1  | 4  | 3  | 9  | 12 | −3  | 7  |                             | 0–1 | 0–2      | 1–3        | —            | 1–0                      |              |
| 5  | カザフスタン             | 8  | 0  | 3  | 5  | 5  | 20 | −15 | 3  |                             | 0–2 | 2–2      | 0–2        | 0–2          | —                        |              |

## 試合
対戦カードは、抽選の翌日の2020年12月8日にUEFAによって確認された。時間は特記なき限り中央ヨーロッパ時間(CET, UTC+1) / 中央ヨーロッパ夏時間(CEST, UTC+2) 表記 （現地時間が異なる場合は括弧内に表記）。
| 2021年3月24日 20:45 (21:45 UTC+2) |

| フィンランド      | 2 – 2                       | ボスニア・ヘルツェゴビナ                  |
| プッキ 58分, 77分 | Report (FIFA) Report (UEFA) | ピャニッチ 55分 · ステヴァノヴィッチ 84分 |

| ヘルシンキ・オリンピックスタジアム, ヘルシンキ · 観客数: 0 · 主審: アナスタシオス・シディロプロス ( ギリシャ) |

| 2021年3月24日 20:45 |

| フランス          | 1 – 1                       | ウクライナ        |
| グリーズマン 19分 | Report (FIFA) Report (UEFA) | シドルチュク 57分 |

| スタッド・ド・フランス, サン＝ドニ · 観客数: 0 · 主審: トビアス・シュティーラー ( ドイツ) |

| 2021年3月28日 15:00 (19:00 UTC+6) |

| カザフスタン | 0 – 2                       | フランス                           |
|              | Report (FIFA) Report (UEFA) | デンベレ 19分 · マリー 44分 (o.g.) |

| アスタナ・アリーナ, ヌルスルタン · 観客数: 0 · 主審: アレクセイ・クルバコフ ( ベラルーシ) |

| 2021年3月28日 20:45 (21:45 UTC+3) |

| ウクライナ                  | 1 – 1                       | フィンランド       |
| ジュニオール・モラエス 80分 | Report (FIFA) Report (UEFA) | プッキ 89分 (pen.) |

| オリンピスキ・スタジアム, キエフ · 観客数: 0 · 主審: イシュトヴァーン・コヴァーチ ( ルーマニア) |

| 2021年3月31日 20:45 |

| ボスニア・ヘルツェゴビナ | 0 – 1                       | フランス          |
|                          | Report (FIFA) Report (UEFA) | グリーズマン 60分 |

| スタディオン・グルバヴィツァ, サラエヴォ · 観客数: 0 · 主審: ダニエレ・オルサート ( イタリア) |

| 2021年3月31日 20:45 (21:45 UTC+3) |

| ウクライナ        | 1 – 1                       | カザフスタン  |
| ヤレムチュク 20分 | Report (FIFA) Report (UEFA) | ムジコフ 59分 |

| オリンピスキ・スタジアム, キエフ · 観客数: 0 · 主審: マテイ・ジャグ ( スロベニア) |

| 2021年9月1日 16:00 (20:00 UTC+6) |

| カザフスタン            | 2 – 2                       | ウクライナ                       |
| バリウリン 74分, 90+6分 | Report (FIFA) Report (UEFA) | ヤレムチュク 2分 · シカン 90+3分 |

| アスタナ・アリーナ, ヌルスルタン · 観客数: 6,274 · 主審: ドナタス・ラムサス ( リヒテンシュタイン) |

| 2021年9月1日 20:45 |

| フランス          | 1 – 1                       | ボスニア・ヘルツェゴビナ |
| グリーズマン 40分 | Report (FIFA) Report (UEFA) | ジェコ 36分              |

| スタッド・ドゥ・ラ・メノ, ストラスブール · 観客数: 21,754 · 主審: サンドロ・シェーラー ( スイス) |

| 2021年9月4日 15:00 (16:00 UTC+3) |

| フィンランド      | 1 – 0                       | カザフスタン |
| ポーヤンパロ 60分 | Report (FIFA) Report (UEFA) |              |

| ヘルシンキ・オリンピックスタジアム, ヘルシンキ · 主審: セルゲイ・イワノフ ( ロシア) |

| 2021年9月4日 20:45 (21:45 UTC+3) |

| ウクライナ        | 1 – 1                       | フランス        |
| シャパレンコ 44分 | Report (FIFA) Report (UEFA) | マルシャル 51分 |

| オリンピスキ・スタジアム, キエフ · 主審: スラヴコ・ヴィンチッチ ( スロベニア) |

| 2021年9月7日 20:45 |

| ボスニア・ヘルツェゴビナ             | 2 – 2                       | カザフスタン                          |
| ピャニッチ 74分 (pen.) · メナロ 86分 | Report (FIFA) Report (UEFA) | クアト 52分 · ザイヌトディノフ 90+5分 |

| ビリノ・ポリェ, ゼニツァ · 観客数: 3,980 · 主審: イーガル・フリッド ( イスラエル) |

| 2021年9月7日 20:45 |

| フランス                | 2 – 0                       | フィンランド |
| グリーズマン 25分, 53分 | Report (FIFA) Report (UEFA) |              |

| パルク・オリンピック・リヨン, リヨン · 観客数: 57,057 · 主審: デニス・アイテキン ( ドイツ) |

| 2021年10月9日 15:00 (19:00 UTC+6) |

| カザフスタン | 0 – 2                       | ボスニア・ヘルツェゴビナ |
|              | Report (FIFA) Report (UEFA) | プレヴリャク 25分, 66分  |

| アスタナ・アリーナ, ヌルスルタン · 観客数: 12,897 · 主審: ダヴィデ・マッサ ( イタリア) |

| 2021年10月9日 18:00 (19:00 UTC+3) |

| フィンランド | 1 – 2                       | ウクライナ                           |
| プッキ 29分  | Report (FIFA) Report (UEFA) | ヤルモレンコ 4分 · ヤレムチュク 34分 |

| ヘルシンキ・オリンピックスタジアム, ヘルシンキ · 観客数: 29,485 · 主審: ヘスス・ヒル・マンサーノ ( スペイン) |

| 2021年10月12日 16:00 (20:00 UTC+6) |

| カザフスタン | 0 – 2                       | フィンランド      |
|              | Report (FIFA) Report (UEFA) | プッキ 45分, 48分 |

| アスタナ・アリーナ, ヌルスルタン · 観客数: 8,365 · 主審: ハリス・オズカヒヤ ( トルコ) |

| 2021年10月12日 20:45 (21:45 UTC+3) |

| ウクライナ        | 1 – 1                       | ボスニア・ヘルツェゴビナ |
| ヤルモレンコ 15分 | Report (FIFA) Report (UEFA) | アフメドジッチ 77分      |

| アリーナ・リヴィウ, リヴィウ · 観客数: 23,810 · 主審: フェリックス・ツバイヤー ( ドイツ) |

| 2021年11月13日 15:00 |

| ボスニア・ヘルツェゴビナ | 1 – 3                       | フィンランド                                    |
| メナロ 69分              | Report (FIFA) Report (UEFA) | フォルス 29分 · ロド 51分 · オショーネシー 73分 |

| ビリノ・ポリェ, ゼニツァ · 観客数: 10,000 · 主審: マイケル・オリヴァー ( イングランド) |

| 2021年11月13日 20:45 |

| フランス                                                                                      | 8 – 0                       | カザフスタン |
| エムバペ 6分, 12分, 32分, 87分 · ベンゼマ 55分, 59分 · ラビオ 75分 · グリーズマン 84分 (pen.) | Report (FIFA) Report (UEFA) |              |

| パルク・デ・プランス, パリ · 観客数: 45,551 · 主審: グレン・ニーベリ ( スウェーデン) |

| 2021年11月16日 20:45 |

| ボスニア・ヘルツェゴビナ | 0 – 2                       | ウクライナ                        |
|                          | Report (FIFA) Report (UEFA) | ジンチェンコ 59分 · ドフビク 79分 |

| ビリノ・ポリェ, ゼニツァ · 観客数: 3,370 · 主審: アントニオ・マテウ・ラオス ( スペイン) |

| 2021年11月16日 20:45 (21:45 UTC+2) |

| フィンランド | 0 – 2                       | フランス                      |
|              | Report (FIFA) Report (UEFA) | ベンゼマ 66分 · エムバペ 76分 |

| ヘルシンキ・オリンピックスタジアム, ヘルシンキ · 観客数: 31,890 · 主審: マルコ・グイーダ ( イタリア) |